# Красноусольська сільська рада
Красноусо́льська сільська рада (рос. Красноусольский сельский совет) — муніципальне утворення у складі Гафурійського району Башкортостану, Росія. Адміністративний центр — село Красноусольський.

## Населення
Населення — 12890 осіб (2019, 12954 в 2010, 12944 в 2002).

## Склад
До складу поселення входять такі населені пункти:
| Населений пункт        | Населення, осіб (2002) | Населення, осіб (2010) |
| ---------------------- | ---------------------- | ---------------------- |
| Білий Камінь, присілок | -                      | 118                    |
| Зарічний, присілок     | 79                     | 78                     |
| Красноусольський, село | 11796                  | 11991                  |
| Курорта, село          | 907                    | 598                    |
| Пчелосовхоза, присілок | 162                    | 169                    |